# Sébastien Sejean
Sébastien Sejean (Parigi, 31 ottobre 1983) è un ex giocatore di football americano francese che ha giocato come defensive back.
dopo aver iniziato la carriera negli Spartiates d'Amiens si è trasferito alla squadra universitaria canadese dell'Università Laval ed è quindi selezionato come undrafted free agent dai St. Louis Rams. Al termine dell'esperinza in NFL torna agli Spartiates, per poi terminare la stagione agli statunitensi Reading Express e tornare nuovamente ad Amiens. Dal 2013 al 2015 ha giocato per i Dresden Monarchs e in seguito veste le casacche degli Argonautes d'Aix-en-Provence e dei Molosses d'Asnières.

## Palmarès
- 1 World Games (2017)
- 1 Europeo (2018)
- 2 Casque de Diamant (Spartiates d'Amiens, 2004, 2012)